# Takuma Narahashi
Takuma Narahashi (japanisch 名良橋 拓真 Narahashi Takuma; * 19. Mai 1997 in der Präfektur Ibaraki) ist ein japanischer Fußballspieler.

## Karriere
Takuma Narahashi erlernte das Fußballspielen in der Jugendmannschaft des Erstligisten Kawasaki Frontale sowie in der Universitätsmannschaft der Hannan-Universität. Seinen ersten Profivertrag unterschrieb er am 1. Februar 2021 beim Fujieda MYFC. Der Verein aus Fujieda, einer Stadt in der Präfektur Shizuoka, spielt in der dritten japanischen Liga. Sein Drittligadebüt gab er am 7. November 2021 (26. Spieltag) im Auswärtsspiel gegen Gainare Tottori. Hier stand er in der Startelf und stand die kompletten 90 Minuten zwischen den Pfosten. Gainare Tottori gewann das Spiel 4:1. In seiner ersten Saison kam er auf drei Ligaspiele. Die Saison 2023 stand er beim Viertligisten Okinawa SV unter Vertrag. Nach vier Ligaspielen wechselte er im Januar 2024 für eine Spielzeit zum Drittligisten Tegevajaro Miyazaki. Für den Verein aus Miyazaki kam er jedoch nicht zum Einsatz. Im Januar 2025 nahm ihn der Drittligaabsteiger Iwate Grulla Morioka unter Vertrag.

## Sonstiges
Takuma Narahashi ist der Bruder des ehemaligen Fußballspielers Akira Narahashi.